# Шуба Володимир Йосипович
Володимир Йосипович Шуба (нар. 20 березня 1970, Сасово, Виноградівський район, Закарпатська область) — український науковець, декан хірургічного факультету Національної медичної академії післядипломної освіти ім. П. Л. Шупика, доцент по кафедрі ортопедії та травматології (2010).

## Біографія
Народився 20 березня 1970 року в селі Сасово Виноградівського району Закарпатської області. Закінчив Чорнотисівську середню школу із золотою медаллю. У 1996 році закінчив Вінницький державний медичний університет імені М. І. Пирогова за спеціальністю «лікувальна справа». В 1996—1998 роках навчався в інтернатурі за спеціальністю «Ортопедія і травматологія» на кафедрі ортопедії і травматології № 2 на базі Київської обласної клінічної лікарні. Працював ургентним травматологом травматологічного відділення Києво-Святошинської ЦРЛ Київської області. В 1998—2000 роках навчався в клінічній ординатурі в Київській медичній академії післядипломної освіти імені П. Л. Шупика за спеціальністю «Ортопедія і травматологія». З 2000 року по 2003 рік навчався в аспірантурі на кафедрі ортопедії і травматології № 2 Київської медичної академії післядипломної освіти імені П. Л. Шупика. Кандидат медичних наук з 2004 року. Дисертація «Хірургічне лікування внутрішньосуглобових переломів дистального кінця плечової кістки» (науковий керівник — професор Василь Попов) захищена на засіданні спеціалізованої Вченої ради Д 26.606.01 при Інституті травматології та ортопедії АМН України. З 2004 по 2008 роки — асистент кафедри ортопедії і травматології № 2 НМАПО імені П. Л. Шупика, а з 2008 по 2015 роки — доцент кафедри ортопедії і травматології № 2 НМАПО імені П. Л. Шупика. Декан хірургічного факультету НМАПО імені П. Л. Шупика з 2015 року.

## Освіта
Середню школу закінчив із золотою медаллю. Під час навчання на лікувальному факультеті Вінницького державного медичного університету імені М. І. Пирогова, який закінчив у 1996 році, брав активну участь у роботі наукового студентського хірургічного гуртка.

## Захист дисертаційних робіт
Дисертація «Хірургічне лікування внутрішньосуглобових переломів дистального кінця плечової кістки» (науковий керівник — професор Попов В. А.) за спеціальністю «Травматологія та ортопедія» захищена 22.06.2004 року на засіданні спеціалізованої Вченої ради Д 26.606.01 при Інституті травматології та ортопедії АМН України.

## Лікувальна і наукова діяльність
Шуба В. Й. — ортопед-травматолог з більше ніж 20-річним стажем роботи, має вищу кваліфікаційну категорію за спеціальністю «Ортопедія і травматологія». Володіє сучасними методами діагностики і способами консервативного та хірургічного лікування постраждалих з травмою і пацієнтів з ортопедичною патологією, постійно впроваджує їх в педагогічній та науковій роботі.
Сфера наукових досліджень охоплює актуальні проблеми травматології та ортопедії: хірургічне лікування внутрішньосуглобових та діафізарних переломів довгих кісток, біомеханіка традиційного стабільно-функціонального, малоінвазивного та мінімально інвазивного остеосинтезу, патологія стопи, ендопротезування колінного і кульшового суглобів. Основні напрямки наукової діяльності знайшли своє відображення у понад 70 наукових та науково-методичних працях, 4 навчальних посібниках, 4 деклараційних патентах України на винахід, методичних рекомендаціях.

## Патенти
1. Спосіб позасуглобової остеотомії ліктьового відростка: Деклараційний патент України на винахід № 58904 А, МКІ А 61 В 17/56. Заяв. 20.11.2002; Опуб. 15.08.2003, Бюл. № 8 — С. 5.
2. Спосіб остеосинтезу ліктьового відростка при косій остеотомії: Деклараційний патент України на винахід № 59277 А, МКІ А 61 В 17/56. Заяв. 23.12.2002; Опуб. 15.08.2003, Бюл. № 8 — С. 5.
3. Спосіб остеосинтеза через-надвиросткових переломів плечової кістки: Деклараційний патент України на винахід № 62249А, МКІ А 61 В 17/56. Заяв. 11.02.2003; Опуб. 15.12.2003, Бюл. № 12 — 6 с.
4. Спосіб оцінки ефективності лікування пошкоджень дистального кінця плечової кістки: Деклараційний патент України на винахід № 63312 А, МКІ А 61 В 5/00, А 61 В 17/56. Заяв. 01.04.2003 Опуб. 15.01.2004 Бюл. № 1 — 4 с.

## Перелік ключових публікацій
1. Біомеханічні аспекти стабільно-функціонального остеосинтезу внутрішньосуглобових переломів дистального кінця плечової кістки // Травма. — 2002. — Т.3, № 3. — С. 241—243.
2. Експериментально-розрахункове обгрунтування стабільно-функціонального остеосинтезу у лікуванні внутрішньосуглобових переломів дистального кінця плечової кістки // Вісник ортопед., травматол. та протез. — 2003. — № 4. — С. 63—69.
3. Хірургічне лікування передньо-медіальної нестабільності колінного суглоба у хворих гонартрозом з ураженням медіального відділу і варусною деформацією // Вісник Вінницького національного медичного університету ім. М. І. Пирогова. — 2004 — № 8 (1) — С. 258—260.
4. Особливості хірургічних доступів при лікуванні повних внутрішньосуглобових переломів дистального кінця плечової кістки // Зб. наук. пр. співроб. КМАПО ім. П. Л. Шупика — 2005. — Вип. 14, Кн. 1. — С. 178—186.
5. Оперативне лікування переломів дистального кінця плечової кістки // Зб. наук. пр. співроб. КМАПО ім. П. Л. Шупика — 2005. — Вип. 14, Кн. 2. — С. 519—526.
6. Хірургічне лікування повних внутрішньосуглобових переломів дистального кінця плечової кістки // Метод. рекомендації. — Вінниця: ПП Балюк, 2006. — 30 с.
7. Формування професійної компетенції лікарів-інтернів через семінарські заняття // Збірник праць науково-методичної конференції з міжнародною участю «Проблеми безперервного профе-сійного розвитку лікарів і провізорів» — 2007 — С. 452—455.
8. Особливості профілактики післяопераційних ускладнень при ендопротезуванні кульшового та колінного суглобів // Зб. наук. пр. співроб. НМАПО ім. П. Л. Шупика — 2007. — Вип. 16, Кн. 1. — С. 336—343.
9. Місце ендопротезування колінного суглоба в хірургічному лікуванні гонартрозу з варусною деформацією // Зб. наук. пр. співроб. НМАПО ім. П. Л. Шупика — 2007. — Вип. 16, Кн. 1. — С. 326—331.
10. Шляхи підвищення ефективності лікування ортопедо-травматологічних хворих // Зб. наук. пр. співроб. НМАПО ім. П. Л. Шупика — 2007. — Вип. 16, Кн.1. — С. 331—336.
11. Малоінвазивні технології при оперативному лікуванні через-надвиросткових переломів плечової кістки // Науковий вісник Ужгородського національного університету. Серія «Медицина». — Вип. 32. — Ужгород: Поліграфцентр «Ліра». — 2007. — С. 142—144.
12. Малоінвазивний остеосинтез у лікуванні варусного гонартрозу // Науковий вісник Ужгородського національного університету. Серія «Медицина». — Вип. 32. — Ужгород: Поліграфцентр «Ліра». — 2007. — С. 139—142.
13. Проблеми малоінвазивності в хірургічному лікуванні варусного гонартрозу // Зб. наук. пр. співроб. НМАПО ім. П. Л. Шупика — 2007. — Вип. 16, Кн.4. — С. 305—309.
14. Малоінвазивна хірургія в лікуванні через-надвиросткових переломів плечової кістки // Зб. наук. пр. співроб. НМАПО ім. П. Л. Шупика — 2007. — Вип. 16, Кн.1. — С. 309—315.
15. Артрози: рання діагностика і лікування // Журнал практичного лікаря — 2008. — № 1-2 — С. 25—29.
16. Оцінка ефективності засвоєння учбового матеріалу при застосуванні різних форм проведення семінарських занять // Науково-методичний збірник «Нові технології навчання» — Вип. 57. — К.: «ІІТЗО МОН України». — 2009 — С. 48—51.
17. Методичні аспекти підготовки та викладання лекційного матеріалу на передатестаційних циклах підвищення кваліфікації лікарів за різними спеціальностями в системі медичної післядипломної освіти // Проблеми освіти. — 2010. — № 62 — С. 49—52.
18. Особливості профілактики ускладнень при малоінвазивному остеосинтезі закритих високоенергетичних переломів діафізу великогомілкової кістки // Зб. наук. пр. співроб. НМАПО ім. П. Л. Шупика — 2010. — Вип. 19, Кн.1. — С. 343—350.
19. Біомеханічне обґрунтування оптимального способу остеосинтезу при внутрішньосуглобових переломах дистального кінця плечової кістки // Зб. наук. праць спів робіт. НМАПО імені П. Л. Шупика — 2015. — Вип.24, Кн.. 1. — С. 395—403.
20. Остеоартроз: рання діагностика та лікування // Укр. мед. часопис — 2016. — № 1 — С. 2—9.

## Міжнародна співпраця
Проходив стажування в клініках Yashiva University (Нью-Йорк, США). Знання мов: англійська.

## Хобі
Спорт (футбол, баскетбол, гандбол, хокей)[джерело?].